# Hugo Porfírio

Hugo Porfírio no Benfica

Hugo Cardoso Porfírio (Lisboa, 28 de setembro de 1973) é um ex-futebolista português.

## Carreira

### O começo no Sporting e os empréstimos
Produto da formação do Sporting, Porfírio não foi uma aposta séria na equipa principal dos "leões" e, com o intuito de ganhar experiência, foi emprestado ao Tirsense na temporada 94/95 e à União de Leiria em 95/96, sempre na I Divisão.
Nos leirienses, o esquerdino fez uma excelente época, marcando 9 golos em 34 jogos que lhe valeram a convocatória para o Europeu de 1996, que se realizou em Inglaterra, por parte do selecionador António Oliveira. Seria precisamente em Inglaterra que prosseguiria a sua carreira na temporada seguinte: apesar de ainda ter feito 2 jogos pelo Sporting em 96/97, rumou ao West Ham em Setembro de 1996, e no ano seguinte acabou por se transferir em definitivo para os espanhóis do Racing Santander.

## Regresso a Portugal
Em Espanha, Porfírio cumpriu somente uma temporada e no Verão de 1998 regressou a Portugal para representar o Benfica, contudo, a sua experiência na Luz seria de má memória.
Logo a meio da primeira época foi cedido aos ingleses do Nottingham Forest; em 1999/2000 quase não jogou pelos "encarnados"; e em 00/01 voltou a ser emprestado, desta vez ao Marítimo, onde até conseguiu jogar com alguma regularidade.
De regresso ao Benfica para 01/02, voltou praticamente a não ser utilizado, e no final da temporada foi colocado na lista de dispensas, acabando primeiro por treinar à parte do plantel principal e depois por se juntar à equipa B que disputava o terceiro escalão do futebol português - II Divisão B.

## Aposentadoria
Durante pouco mais de época e meia, Porfírio permaneceu na equipa B do Benfica, por quem disputou alguns jogos na III Divisão Nacional, chegando a acordo para rescindir contrato em Fevereiro de 2004, altura em que se muudou para o Al-Nassr da Arábia Saudita, naquela que viria a ser mesmo a última experiência da sua carreira.
Assim, no Verão de 2004, depois de terminar o vínculo com os sauditas, o extremo encerrou o seu trajeto como futebolista profissional aos 31 anos, saindo de cena sem "publicidade".

## Seleção Portuguesa
- Nos Jogos Olímpicos de 1996, Porfírio integrou o plantel que conquistou o 4º lugar. Com ele estavam 7 companheiros no Sporting: o guarda-redes Paulo Costinha, o defesa central Beto, os médios Luís Vidigal, Emílio Peixe e Afonso Martins, o extremo José Dominguez e o ponta de lança Paulo Alves.[1]

- Esteve também na campanha portuguesa no Euro 1996, em que a Seleção perdeu diante da República Checa nos Quartos-de-Final por 0-1.

## Títulos
Em 16 anos de carreira, Hugo Porfírio nunca conquistou nenhum título tanto por clubes quanto pela Seleção Portuguesa.